# Kujan
Kujan [pronunciación en polaco: /ˈkujan/] (alemán Kujan) es un pueblo ubicado en el distrito administrativo de Gmina Zakrzewo, dentro del Distrito de Złotów, Voivodato de Gran Polonia, en del oeste-Polonia central. Se encuentra aproximadamente a 6 kilómetros al sureste de Zakrzewo, a 11 kilómetros al este de Złotów, y a 109 kilómetros al norte de la capital regional Poznań.
Antes de 1945, el área fue parte de Alemania. Antes de 1772, el área fue parte del Reino de Polonia. Para más de su historia, vea Złotów Condado.
El pueblo tiene una población de 220 habitantes.